# Klüten

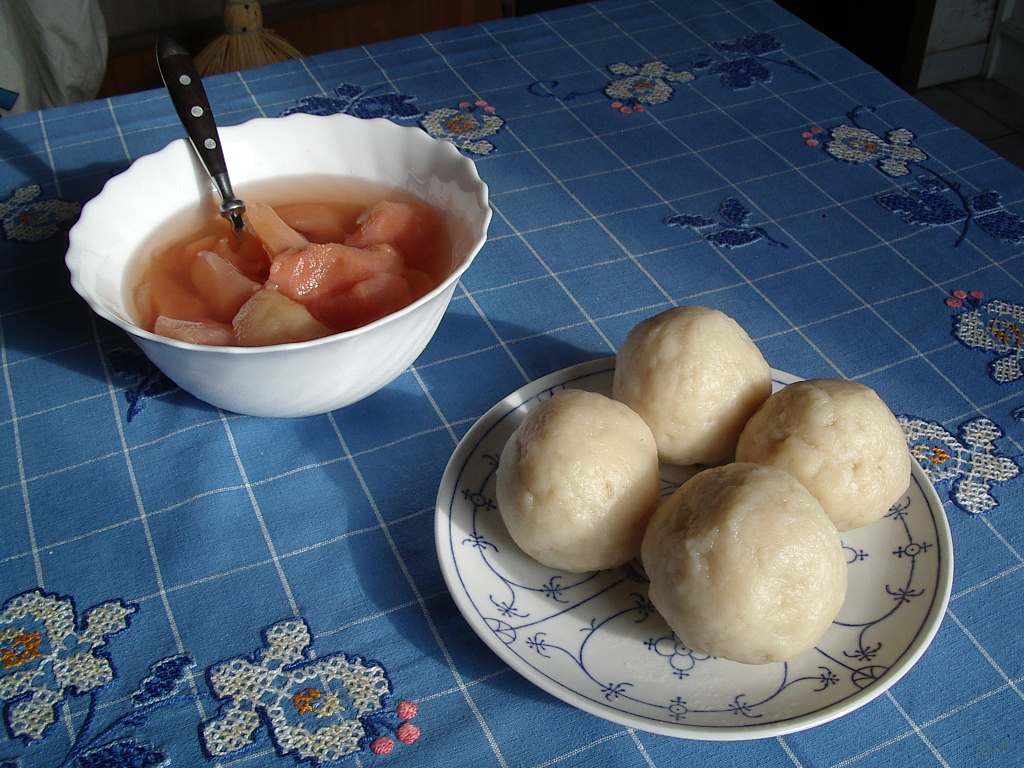
Klüten (en primer plano y con forma esférica) servido con una compota de pera (al fondo).

El Klüten es una variedad de Kloß muy típica de la cocina del norte de Alemania, es simplemente una pasta de harina elaborada con forma esférica para que sirva de acompañamiento de algunos platos (como por ejemplo el Steckrübeneintopf), el origen de la palabra proviene del dialecto (plattdeutsch) en el que se indica Klüten o "Klumpen" como "Kloß que en plural es Klüten.

## Características
Los Klüten se elaboran con harina (y eventualmente algo de mantequilla o tocino), haciendo una pasta batiendo fuertemente con las manos hasta que adquieren una forma de bola de unos centímetros de diámetro (el tamaño se compara generalmente con el una pelota de tenis). En este caso se cuecen en una salmuera unos veinte minutos. Se encuentra fácilmente en los platos que se ofrecen en pueblos de la costa del Mar del Norte.
Se suelen servir por igual acompañado los platos dulces (postres con miel, compotas de diferentes frutas, etc) como los salados basados en potajes, o con Grützwurst, a veces suelen cortarse en rodajas y asarse en la sartén junto con alguna salchicha de la comarca.
- Datos: Q9017755